# Anthores leuconotus
Anthores leuconotus är en skalbaggsart som beskrevs av Francis Polkinghorne Pascoe 1869. Anthores leuconotus ingår i släktet Anthores och familjen långhorningar.
Artens utbredningsområde är:
- Angola.
- Kenya.
- Malawi.
- Moçambique.
- Zimbabwe.

Inga underarter finns listade i Catalogue of Life.